# Jean XXIII (antipape)
Pour les articles homonymes, voir Jean XXIII (homonymie) et Cossa.
Baldassarre Cossa (Procida, province de Naples, v. 1360 – Florence, 22 décembre 1419), élu pape par le concile de Pise en 1410 sous le nom de Jean XXIII, déposé par le concile de Constance en 1415, est considéré comme un antipape par l’Église catholique romaine.

## Jeunesse
Baldassarre naquit dans une famille noble, les Cossa, seigneurs de l’île de Procida, au large de Naples. Dans sa jeunesse, il aurait participé aux activités de piraterie de sa famille et paraissait davantage fait pour ce genre d'affaires que pour l’état clérical. On soupçonna la fortune paternelle d’avoir beaucoup contribué à l’obtention de son doctorat en droit canonique auprès de l’université de Bologne en 1389. Il devint chanoine de Bologne.
En 1386, dans le contexte du grand schisme d’Occident, il fut admis comme familier de Boniface IX, pape de Rome. En 1392, il fut nommé chambrier puis en 1396, archidiacre de Bologne. En 1402, Boniface IX le promut au rang du cardinalat. Peu après, il reçut la charge de légat à Bologne, ville alors dominée par les Visconti, que le pape souhaitait récupérer. Il entra dans la cité en 1403, à la tête de son armée victorieuse. Sa fortune personnelle s’accrut beaucoup de son gouvernement de Bologne.

## Le concile de Pise
En mai 1408, devant le refus de Grégoire XII de convoquer un synode, une poignée de cardinaux firent dissidence. Le cardinal Cossa en faisait partie. Ces cardinaux convoquèrent un concile à Pise qui rassembla près de 500 évêques, abbés, docteurs, et déposèrent les deux candidats à la véritable papauté, Grégoire XII et Benoît XIII.
En remplacement, ils élurent Pierre Philargès de Candie, qui prit le nom d’Alexandre V. Cependant, aucun des deux rivaux n’accepta sa déposition. L’Église catholique se retrouva donc avec trois papes prétendus.

## Pape

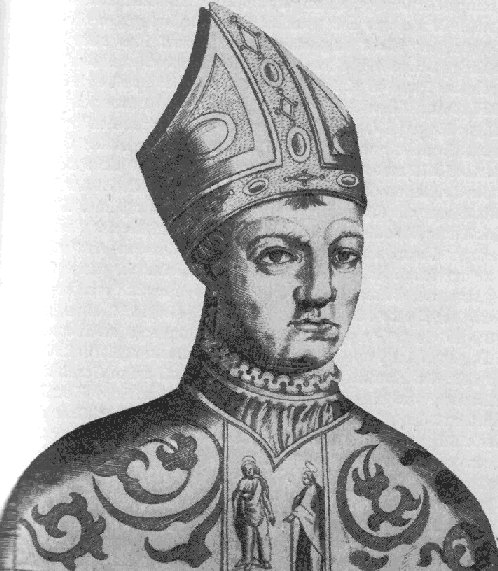
Jean XXIII (antipape).

Le 3 mai 1410, Alexandre V mourut à Bologne. Les cardinaux pisans décidèrent de poursuivre l’aventure, et le conclave présidé par le cardinal Jean Allarmet de Brogny élut Cossa pape le 17 mai. Il fut ordonné prêtre quelques jours plus tard et couronné le 25 sous le nom de Jean XXIII. Il prit parti en faveur de Sigismond de Hongrie lors de l’élection impériale qui eut lieu la même année.
En 1411, allié à Louis d’Anjou, il mit en déroute les armées de Ladislas Ier de Naples, mais ne sut pas exploiter sa victoire. Quand Anjou rentra en France, les forces de Ladislas se regroupèrent. Jean XXIII dut négocier avec lui. Ladislas le reconnut comme pape légitime en échange de l'approbation pontificale de sa conquête de la Sicile. En 1412, Jean XXIII convoqua un concile à Rome. Le faible nombre de cardinaux présents réduisit beaucoup les ambitions du concile, qui se borna à condamner les écrits de John Wyclif.

## Le concile de Constance

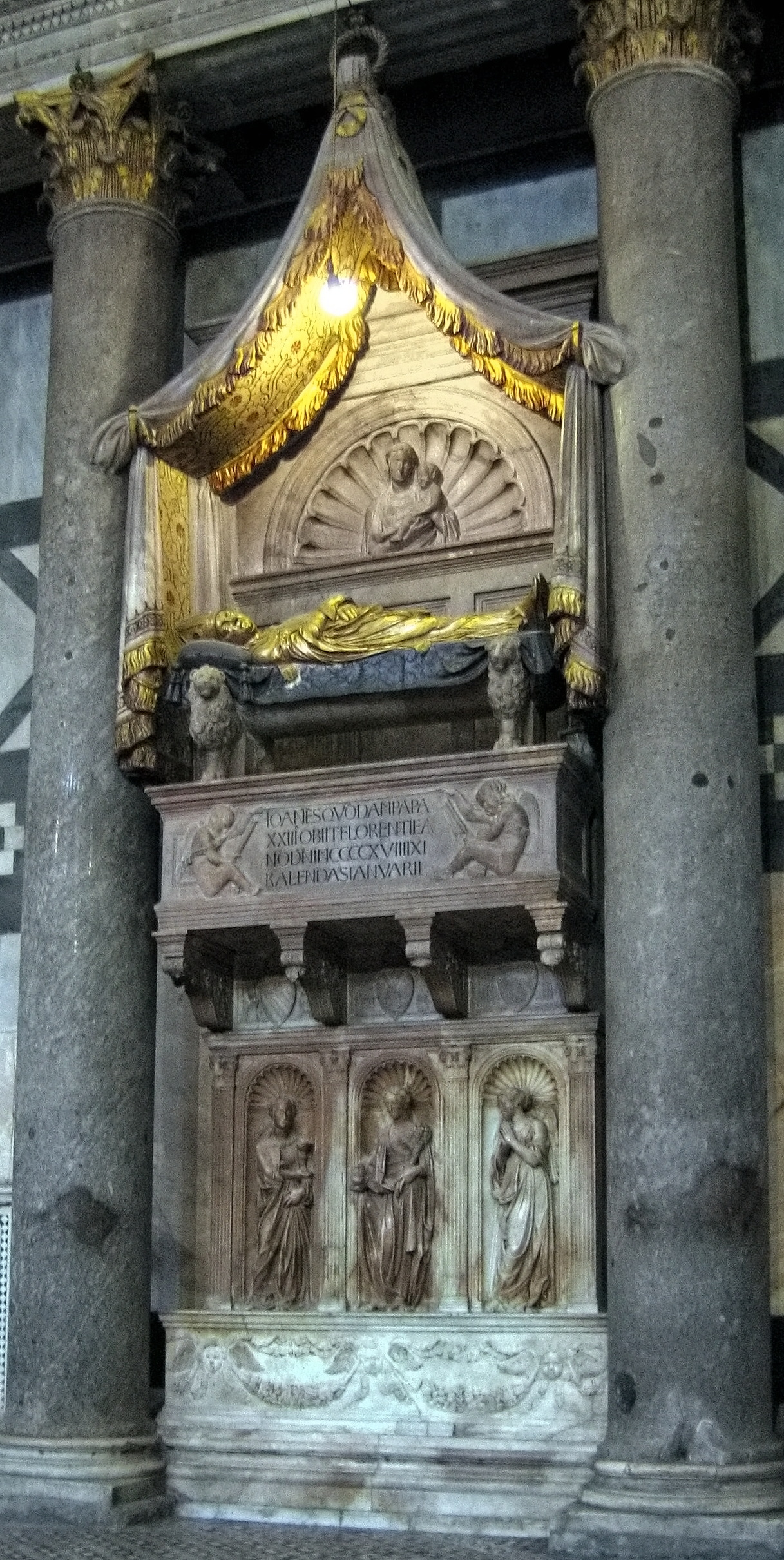
Tombeau de l'antipape Jean XXIII.

Quand Ladislas se retourna contre lui, Jean XXIII dut faire appel à Sigismond. Celui-ci décida de se substituer au concile défaillant, et contraignit le pape à convoquer un concile dans une ville d’Empire. Ce fut le concile de Constance en 1414. Peu après l’ouverture du concile, les intentions de Sigismond devinrent claires : il souhaitait déposer les trois apprenti-papes, et ainsi mettre fin au schisme. Jean XXIII refusa : il bénéficiait du soutien de nombreux cardinaux italiens. Sigismond passa outre en modifiant le mode de scrutin. Le vote par nation réduisit les voix italiennes à un seul et unique suffrage.
Prévoyant sa défaite, Jean XXIII s’enfuit dans la nuit du 20 mars 1415, déguisé en civil et accompagné d'un seul serviteur. Il alla trouver refuge dans divers châteaux en Autriche antérieure en passant par Steckborn, Schaffhouse et Fribourg-en-Brisgau. Il fut finalement capturé à Brisach et emmené prisonnier en la forteresse de Radolfzell le 27 avril. Quand les Pères adoptèrent le décret Hæc sancta (de), proclamant la supériorité du concile sur le pape, Jean XXIII renonça à dissoudre le concile et s'inclina. Le 29 mai, il fut formellement déposé par l'évêque d'Arras, Martin Poré, au nom du concile. Soixante-dix chefs d'accusation étaient portés contre lui (mais seuls une cinquantaine fut retenue), notamment la simonie, le viol, la sodomie, l’inceste, la torture et le meurtre. On le soupçonnait aussi d'avoir empoisonné son prédécesseur, ainsi que son médecin. Il fut confié à la garde de Louis le Palatin, qui avait toujours été son ennemi.
Après l'élection de Martin V le 28 décembre 1417, il fut libéré. Il fit son hommage au nouveau pape, qui le nomma cardinal-évêque de Tusculum en juin 1419. Moralement brisé, Cossa mourut le 22 décembre de la même année à Florence. Son corps fut inhumé au baptistère Saint-Jean-Baptiste de Florence, dans un tombeau commandité par les Médicis et sculpté par Donatello.

## Reconnaissance par l’Église catholique romaine
Comme Jean XXIII est considéré comme antipape par l'Église catholique, son nom et son numéro d'ordre furent utilisés par le cardinal Roncalli qui devint Jean XXIII lors de son élection comme pape plusieurs siècles plus tard, en 1958.